# Synophis bicolor
Synophis bicolor är en ormart som beskrevs av Peracca 1896. Synophis bicolor ingår i släktet Synophis och familjen snokar. Inga underarter finns listade i Catalogue of Life.
Denna orm förekommer i nordvästra Ecuador och i angränsande områden av Colombia. Arten lever i låglandet och i kulliga områden upp till 300 meter över havet. Den vistas i tropiska fuktiga skogar. Honor lägger ägg.
Arter av släktet Synophis är känsliga när de flyttas till platser utan skugga. Det lämpliga utbredningsområdet minskar. IUCN listar arten som starkt hotad (EN).